# Joaquín de Agüero
Joaquín de Agüero y Agüero (Puerto Principe, 15 novembre 1816 – Puerto Principe, 12 agosto 1851) è stato un rivoluzionario cubano.
Membro nel 1849 della giunta rivoluzionaria di Puerto Principe, nel 1851 proclamò insieme ad altri l'indipendenza dell'isola, ma, catturato, venne fatto fucilare.